# Das kleine Café
Das kleine Café ist eine 1930 entstandene französische Filmkomödie von Ludwig Berger mit Maurice Chevalier in der Hauptrolle. Filmpartnerin Yvonne Vallée war zugleich Chevaliers Ehefrau. Der Geschichte basiert auf dem gleichnamigen Bühnenstück Le petit Café von Tristan Bernard.

## Handlung
Die Geschichte spielt im klassisch-leichtlebigen Paris der kleinen Leute und großen Flaneure, der leichtlebigen Liebeleien und überbordenden Gefühle, auf den Boulevards mit ihren kleinen Cafés. In einer dieser Ur-Pariser Einrichtungen lebt und arbeitet Albert Loriflan, ein stets charmanter und herzensbrechender Kellner. Als eines Tages ein naher Verwandter stirbt, kommt er unverhofft in den Genuss einer riesigen Erbschaft, die ihn zum Francs-Millionär machen dürfte. Doch Albert liebt seinen Beruf, den Umgang mit den Gästen und die kleinen Flirts mit den immer wieder reizenden Damen, die ihn anhimmeln, viel zu sehr, als dass er deshalb seinen Job hinschmeißen würde.
Er ist daher entschlossen, seine Gewohnheiten nicht zu ändern und weiterhin zur Arbeit zu erscheinen, wenngleich er nunmehr gern auch mal die Nacht zum Tag macht und in weiblicher Begleitung durchbummelt. Alberts hinterlistiger Chef Philibert, der schon vorab von der anstehenden Erbschaft erfahren hat, versucht diesen zu übertölpeln, indem er Albert einen 20-Jahre-Vertrag anbietet. Dies scheint eine lebenslange Jobabsicherung für Albert zu bedeuten, doch hat die Sache einen Haken: Sollte Albert vorher kündigen, dann nur gegen eine saftige Strafzahlung. Der schlitzohrige Philibert hofft dadurch eines Tages an den Löwenanteil von Alberts Erbe zu kommen. Doch Albert hat eine ganz Idee: Seit einiger Zeit macht er der Tochter des Chefs, Yvonne, schöne Augen. Und so löst sich das Problem Philiberts auf eine vollkommen unerwartete Weise: Sein Angestellter Albert Loriflan wird zugleich sein Schwiegersohn.

## Produktionsnotizen
Das kleine Café entstand als früher Tonfilm 1930 in den Joinville-Studios bei Paris und wurde am 8. Mai 1931 in Frankreich erstaufgeführt. Zeitgleich entstand eine englischsprachige Fassung unter dem Titel Playboy of Paris. Eine deutsche Aufführung hat es trotz des sehr bekannten deutschen Regisseurs nicht gegeben, hingegen fand der Streifen den Weg in Wiener Kinos. Dort lief er unter dem Titel Das kleine Café bereits am 7. April 1931 als Original mit Untertiteln an.

## Kritiken
Die Österreichische Film-Zeitung schrieb: „Köstlich geschildert sind die nächtlichen Abenteuer des Kellners im Eispalast, namentlich aber die Szenen, welche dem drohenden Duell vorangehen … sind in ihrer glossierten und dabei doch menschlich-natürlich wirkenden Form überaus lustig. Ludwig Berger hat mit Geschmack und Diskretion die Regie des Films geführt.“
Paimann’s Filmlisten resümierte: „Obwohl ganz auf französischen Dialog … gestellt, wirkt das Ganze Dank Chevalier‘s Charme … ungemein amüsant. Mitbestimmend auch dafür das ihm glänzend assistierende Ensemble, die treffliche Zeichnung des Pariser Milieus, einwandfreie Tonwiedergabe und gute Photographie. — Gesamtqualifikation: Stark über dem Durchschnitt.“